# Чень Няньцінь
Чень Няньцінь (кит.: 陳念琴; 10 травня 1997) — тайванська боксерка, призерка Олімпійських та Азійських ігор, чемпіонка світу та Азії.

## Аматорська кар'єра
2014 року, програвши у фіналі Ельжбеті Вуйцік (Польща), стала срібним призером літніх юнацьких Олімпійських ігор.
На чемпіонаті світу 2016, здобувши чотири перемоги і програвши у півфіналі Кларессі Шилдс (США), завоювала бронзову медаль.
На Олімпійських іграх 2016 програла в першому бою Ярославі Якушиній (Росія).
На чемпіонаті світу 2018 перемогла п'ятьох суперниць і стала чемпіонкою.
На чемпіонаті світу 2019 програла в другому бою Ян Лю (Китай).
На Олімпійських іграх 2020 програла в другому бою Ловліні Боргохайн (Індія).
На чемпіонаті світу 2022 програла в першому бою Ловліні Боргохайн (Індія).
На чемпіонаті світу 2023 програла в першому бою Ян Лю (Китай).
На Азійських іграх 2022, що через пандемію коронавірусної хвороби пройшли 2023 року, перемогла двох суперниць, програла у півфіналі Ян Лю (Китай) і отримала бронзову медаль.
На Олімпійських іграх 2024 завоювала бронзову медаль.
- В 1/16 фіналу перемогла Марію Моронта (Домініканська Республіка) — 4-1
- В 1/8 фіналу перемогла Барбару Марія дос Сантос (Бразилія) — 5-0
- У чвертьфіналі перемогла Навбахор Хамідову (Узбекистан) — 5-0
- У півфіналі програла Ян Лю (Китай) — 1-4